# Obuchivský rajón
Obuchivský rajón (ukrajinsky Обухівський район, Obuchivskyj rajon) je okres (rajón) v Kyjevské oblasti na Ukrajině. Hlavním městem je Obuchiv a rajón má 228 829 obyvatel.

## Geografie
Obuchivský rajón se nachází ve středu Kyjevské oblasti kde na východě hraničí s Kyjevem, na západě s Boryspilským rajónem, na jihu s Čerkaskou oblastí a na východě s Bilocerkevský rajónem.

## Historie
Rajón byl založen po administrativně-teritoriální reformě v červenci 2020 spojením starého Obuchivského rajónu, Bohuslavského, Vasylkivského, Kaharlyckého, Kyjevskosvjatošynského a Myronivského rajónu.